# Clemens Busch
Clemens Busch (Köln, 10. svibnja 1834. — Bern, 25. studenog 1895.) bio je njemački diplomat, i ministar vanjskih poslova Njemačke u periodu od 25. lipnja do 16. srpnja 1881., naslijedivši na toj funkciji grofa Limburga-Stiruma. Naslijedio ga je Paul von Hatzfeld zu Trachenberg, koji je do tada bio veleposlanik u Istanbulu.
Umro je u Bernu 1895. godine.